# Arbeitskreis Europäische Integration
Der Arbeitskreis Europäische Integration e. V. (AEI) ist eine interdisziplinäre wissenschaftliche Vereinigung, die sich die Beschäftigung mit Fragen der europäischen Integration und der EU-Entwicklung zum Ziel gesetzt hat. Zu den gegenwärtig rund 430 Mitgliedern des AEI zählen neben Hochschullehrern (vor allem der Rechts-, Wirtschafts- und Politikwissenschaft sowie der Geschichte) und Mitarbeitern von Forschungsinstituten Angehörige verschiedener Institutionen und Organisationen, deren Arbeitsschwerpunkt auf dem Gebiet der EU-Integration liegt. Der AEI versteht sich als das zentrale Forum für die kontinuierliche interdisziplinäre Analyse von Fragen der europäischen Integration und der EU-Entwicklung in der Bundesrepublik Deutschland; er gehört zusammen mit entsprechenden Vereinigungen der anderen EU-Mitgliedstaaten der European Community Studies Association (ECSA) an.
Der AEI wurde 1969 gegründet. Zu seinen Mitbegründern zählen der erste Präsident der EG-Kommission, Walter Hallstein, sowie der Staatssekretär Alfred Müller-Armack. Die Arbeit des AEI wird von der Europäischen Kommission gefördert.
Der AEI verfolgt die folgenden Ziele und Aufgaben:
- Vermittlung von Informationen über aktuelle und grundsätzliche Fragestellungen zur europäischen Integration sowie über Maßnahmen der Europäischen Kommission im Hochschulbereich;
- Anregungen für die wissenschaftliche Forschung sowie die Lehre auf dem Gebiet der europäischen Integration;
- Förderung der Zusammenarbeit zwischen den entsprechenden Hochschulvereinigungen der EU-Mitgliedstaaten und den Hochschulen und wissenschaftlichen Einrichtungen in den Ländern der Europäischen Union;
- Förderung des Meinungs- und Gedankenaustauschs zu EU-relevanten Fragen zwischen Wissenschaft und Praxis.

Der Arbeitskreis veranstaltet zu diesem Zweck regelmäßig Tagungen zu aktuellen Fragen der europäischen Integration. In einer eigenen Schriftenreihe, die bei der Nomos-Verlagsgesellschaft erscheint, publiziert der Arbeitskreis Referate und Diskussionsberichte einiger seiner Tagungen. Seit 1992 wird die Vierteljahreszeitschrift „integration“ des Instituts für Europäische Politik, Berlin, in Zusammenarbeit mit dem Arbeitskreis herausgegeben. Im AEI-Teil der Zeitschrift erscheinen vorrangig Tagungsberichte und Mitteilungen. Die Mitglieder des Arbeitskreises erhalten die Zeitschrift kostenlos.

## Organisationen
Der AEI ist Mitglied im Netzwerk Europäische Bewegung Deutschland e. V.